# Makati
Makati ou Macati est une municipalité de la banlieue de Manille, située dans le Grand Manille aux Philippines. C'est le centre financier du pays, et le site de nombreuses ambassades étrangères.
Selon le recensement de 2015 elle est peuplée de 582 602 habitants.

## Barangays
Makati est divisée en 33 barangays :
- Bangkal
- Bel-Air
- Carmona
- Cembo
- Comembo
- Dasmariñas
- Rembo oriental
- Rembo occidental
- Forbes Park
- Guadalupe Nuevo
- Guadalupe Viejo
- Kasilawan
- La Paz
- Magallanes
- Olympia
- Palanan
- Pembo
- Pinagkaisahan
- Pio del Pilar
- Pitogo
- Poblacion
- Post Proper Northside
- Post Proper Southside
- Rembo
- Rizal
- San Antonio
- San Isidro
- San Lorenzo
- Santa Cruz
- Singkamas
- South Cembo
- Tejeros
- Urdanta
- Valenzuela

## Démographie
| Année | Habitants | Évolution |
| ----- | --------- | --------- |
| 1903  | 2 700     | -         |
| 1960  | 114 540   | -         |
| 1970  | 264 918   | 131,29 %  |
| 1975  | 334 448   | 26,25 %   |
| 1980  | 372 631   | 11,42 %   |
| 1990  | 451 170   | 21,08 %   |
| 1995  | 484 176   | 7,32 %    |
| 2000  | 471 379   | -2,64 %   |
| 2007  | 510 383   | 8,27 %    |
| 2010  | 529 039   | 3,66 %    |

## Politique
À l'époque contemporaine, Makati est le fief de la famille Binay, les maires de la ville en étant issus de façon quasi ininterrompue depuis 1986 avec Jejomar Binay (également ancien vice-président du pays), sa femme Elenita Sombillo Binay, son fils Jejomar Binay Jr. et actuellement sa fille Abigail Binay.
La première femme présidente des Philippines Corazon Aquino y est décédée.

## Jumelage
- Cluj-Napoca (Roumanie)
- Los Angeles (États-Unis)
- Ramapo (États-Unis)
- Vladivostok (Russie)
- Bayugan (Philippines)
- Santa Cruz (Philippines)
- Luisiana (Philippines)
- Cabanatuan (Philippines)
- Calamba (Philippines)
- Dumaguete (Philippines)
- Iligan (Philippines)
- Iloilo (Philippines)
- Mati (Philippines)
- Ozamiz (Philippines)
- Tagum (Philippines)
- San Antonio (Philippines)
- Santa Rosa (Philippines)
- Biñan (Philippines)
- Lucena (Philippines)
- Catbalogan (Philippines)
- Lebak (Philippines)
- Batac (Philippines)
- Taichung (Taïwan)